# Wyoming (Delaware)
Wyoming és un poble dels Estats Units a l'estat de Delaware. Segons el cens del 2000 tenia 1.141 habitants.

## Demografia
Segons el cens del 2000, Wyoming tenia 1.141 habitants, 448 habitatges, i 315 famílies. La densitat de població era de 647,9 habitants/km².
Dels 448 habitatges en un 32,8% hi vivien nens de menys de 18 anys, en un 52,5% hi vivien parelles casades, en un 12,7% dones solteres, i en un 29,5% no eren unitats familiars. En el 24,1% dels habitatges hi vivien persones soles el 7,4% de les quals corresponia a persones de 65 anys o més que vivien soles. El nombre mitjà de persones vivint en cada habitatge era de 2,55 i el nombre mitjà de persones que vivien en cada família era de 2,99.
Per edats la població es repartia de la següent manera: un 25% tenia menys de 18 anys, un 7,9% entre 18 i 24, un 31,4% entre 25 i 44, un 22,8% de 45 a 60 i un 13% 65 anys o més.
L'edat mediana era de 37 anys. Per cada 100 dones de 18 o més anys hi havia 92,8 homes.
La renda mediana per habitatge era de 48.452 $ i la renda mediana per família de 54.265 $. Els homes tenien una renda mediana de 35.625 $ mentre que les dones 25.741 $. La renda per capita de la població era de 21.254 $. Aproximadament l'1,8% de les famílies i el 3,6% de la població estaven per davall del llindar de pobresa.

## Poblacions més properes
El següent diagrama mostra les poblacions més properes.